# Tom Hardy
Edward Thomas Hardy, britansko-ameriški filmski, televizijski in gledališki igralec, * 15. september 1977 London, Anglija.
Po študiju na Drama Center London je Hardy leta 2001 igral v filmu Sestreljeni črni jastreb, v vlogi Ridleya Scotta. Odigral je stranske vloge v filmih Zvezdne steze: Nemesis (2002) in Rokenroler (2008), nato pa je igral v filmih Bronson (2008), Bojevnik (2011), Kotlar, Krojač, Vojak, Vohun (2011), Brez zakona (2012), To je vojna (2012) in Locke (2013). Leta 2015 je nastopil kot Max Rockatansky v Pobesneli Max: Cesta besa in oba dvojčka Kray v Legenda ter bil nominiran za oskarja za najboljšo stransko vlogo za svojo vlogo v filmu Povratnik. Hardy je nastopil v treh filmih režiserja Christopherja Nolana: Izvor (2010), Vzpon viteza teme (2012) in Dunkirk (2017). Hardy je tudi upodobil in igral Eddieja Brocka v filmih Venom (2018), Venom: Naj bo Carnage (2021) in Venom: Zadnji Ples (2024).
Hardyjeve televizijske vloge vključujejo HBO-jevo mini-serijo Peščica izbranih (2001), BBC-jevo zgodovinsko dramsko mini-serijo The Virgin Queen (2005), BBC-jevo mini-serijo Oliver Twist (2007), ITV-jevo Wuthering heights (2009) in BBC-jevo kriminalističnp dramsko serijo Birminghamske tolpe (2014–2022). Prav tako je koproduciral in odigral glavno vlogo v zgodovinski fantastični mini seriji Tabu (2017).
Hardy je nastopal tako v britanskih kot tudi v ameriških gledališčih. Za vlogo v produkciji V Arabiji bi bili vsi kralji (2003) je bil nominiran za nagrado Laurence Olivier. Igral je tudi v produkcijah Človek Mode (2007) in Dolga rdeča cesta (2010). Hardy je aktiven v dobrodelnosti in je ambasador prinčevega sklada. Leta 2018 je bil imenovan za CBE v častnem rojstnem dnevu za zasluge v dramatiki.